# Marugán
Marugán és un municipi de la província de Segòvia, a la comunitat autònoma de Castella i Lleó. Limita al nord amb Sangarcía i Marazoleja, al sud amb Monterrubio i Villacastín, a l'est amb Juarros de Riomoros i Lastras del Pozo, a l'oest amb Bercial i Cobos de Segovia, al sud-oest amb Muñopedro.

## Demografia
| 1996 | 2001 | 2004 | 2007 | 2008 |
| ---- | ---- | ---- | ---- | ---- |
| 337  | 404  | 475  | 579  | 618  |

## Toponímia
"Marguán o Marwan". És un topònim d'origen àrab que significa "lloc on beus aigua per a llevar la teva sed". D'aquesta paraula sembla procedir el nom de Marugán, que així va ser denominat pels mozarabes i arabes, que es van instal·lar en aquest lloc.